# پروتکل ریمینی
پروتکل ریمینی پیشنهادی است که توسط زمین‌شناس کالین کمپبل ارائه شده است. هدف از این اقدام، تثبیت قیمت نفت و به حداقل رساندن اثرات اوج قیمت نفت است. نام آن از XXIX گرفته شده است. کنفرانس سالانه «اقتصاد مسیر شریف: حقوق برادرانه، انجمن هم‌زیستی، سهام عادلانه برای همه» در مرکز تحقیقات بین‌المللی پیو مانزو در ریمینی، ایتالیا، در تاریخ ۱۸ تا ۲۰ اکتبر ۲۰۰۳، جایی که کمپبل ایده خود را در مورد پروتکل کاهش ذخایر نفتی ارائه داد. چند ماه بعد، او به همراه کیل آلکلت، رئیس گروه مطالعات کاهش هیدروکربن اوپسالا، متنی کمی اصلاح‌شده را با نام پروتکل اوپسالا منتشر کرد.

## مکانیسم اساسی

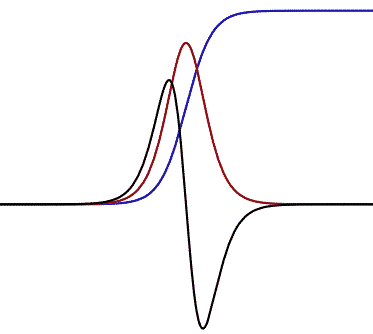
نمودار شماتیک با تولید تجمعی یک منبع محدود به رنگ آبی، تولید سالانه به رنگ قرمز و نرخ رشد به رنگ سیاه

برای کاهش اثرات اوج نفت و مدیریت کاهش طولانی مدت در نیمه دوم دوران نفت، کشورهای تولیدکننده نفت را بیش از نرخ فعلی تخلیه ملی خود تولید نخواهند کرد: یعنی، به‌طور کلی، نفت مورد استفاده یا صادر شده باید برابر با نفت تولید شده یا وارد شده باشد. علاوه بر این، لازم است کشورهای واردکننده، واردات خود را در سطوح موجود تثبیت کرده و مصرف خود را با نرخ کاهش جهانی مطابقت دهند. کشورهای مصرف‌کننده باید هر سال به‌طور فعال مصرف نفت را به میزان نرخ کاهش جهانی (که در آن زمان حدود ۲٫۶ درصد تخمین زده می‌شد) کاهش دهند. این امر باعث می‌شود قیمت‌های جهانی بدون شوک‌های قیمتی در حد معقول باقی بمانند و به کشورهای جهان سوم اجازه می‌دهد تا از پس واردات نفت خود برآیند.
این پروتکل - فراتر از معرفی ملاحظات و فهرستی از اهداف - شامل مفاد زیر است:
هیچ کشوری نباید نفت را بالاتر از نرخ فعلی تخلیه خود تولید کند، که به عنوان تولید سالانه به عنوان درصدی از مقدار تخمینی باقی مانده برای تولید تعریف می‌شود.

هر کشور واردکننده باید واردات خود را تا رسیدن به نرخ فعلی تخلیه جهانی، با کسر هرگونه تولید بومی، کاهش دهد.— کالین جی. کمپبل

## سخنان خود کمپبل
کمپبل همچنین بر لزوم کنار گذاشتن اصول منسوخ رشد اقتصادی تأکید می‌کند. او (مه ۲۰۰۴) اظهار می‌کند: «بنیادگرایان اقتصادی… این اصول اقتصادی واقعاً منسوخ‌شده را از انقلاب صنعتی به ارث برده‌اند، زمانی که جهان واقعاً بزرگ بود و دامنه فعالیت‌های انسان در آن زمان کم و بیش نامحدود بود. … این اصول اقتصادی … ماهیتاً بسیار کوتاه‌مدت هستند … این افرادی که می‌گویند در یک بازار آزاد هیچ کمبودی نمی‌تواند وجود داشته باشد و شعار نبرد آنها آزادسازی بازارها است - این افراد واقعاً به دشمن تبدیل شده‌اند …» به همین ترتیب، کمپبل به شدت از کسانی که بحران اوج نفت را تسریع می‌کنند، به جای اینکه اقدامی برای مهار آن طبق توصیه‌های او انجام دهند، انتقاد می‌کند.
کمپبل با اشاره به عربستان سعودی، کشوری که منطقه‌ای جغرافیایی با تمرکز عظیم نفت را در بر می‌گیرد، پیش‌بینی بحران فوری «اوج نفت» در آینده نزدیک را اثبات می‌کند. فرضیه کمپبل این است: «من فکر می‌کنم حتی سعودی‌ها هم همیشه اول میدان‌های بزرگ‌تر را توسعه می‌دهند؛ بنابراین بزرگ‌ترین میدان جهان غوار است که شاید ۸۰ میلیارد دلار در آن باشد، اگر از این روند خارج شویم به سفانیه با شاید ۳۵ میلیارد دلار، حنیفه حدود ۱۲ میلیارد دلار و شیبه ۱۵ میلیارد دلار می‌رسیم و به همین ترتیب پایین می‌رویم. اگر آنها اول میدان‌های بزرگ را توسعه دهند، که باید فرض کرد که این کار را کرده‌اند، باز هم میدان‌های نفتی خوبی هستند، اما در مقیاس متوسط، و بنابراین من فکر می‌کنم سایر اکتشافاتی که انجام داده‌اند، به مراتب کوچک‌تر هستند… کاملاً واضح است که این به گذشته نزدیک هم نمی‌شود.»

## حمایت سیاسی
حتی حمایت از پروتکل ریمینی در میان سیاستمداران بازنشسته نیز مشاهده شده است. ایو کوشه، وزیر سابق محیط زیست فرانسه و نویسنده کتاب «آخرالزمان نفت»، از این طرح حمایت کرده است. نزدیکترین تأیید پروتکل ریمینی توسط سیاستمداران را می‌توان در کتاب «پروتکل تخلیه نفت: طرحی برای جلوگیری از جنگ‌های نفتی، تروریسم و فروپاشی اقتصادی» (هاینبرگ، ۲۰۰۶) یافت. نویسندهٔ آن در مقدمه اظهار می‌کند که کتابش با «همکاری خاموش» (صفحهٔ یازدهم) کالین کمپبل، زمین‌شناس نفتی که پیش‌تر به آن اشاره شد و برای اولین بار پروتکل ریمینی را در کنار کیل آلکلت پیشنهاد داد، نوشته شده است. فهرست سیاستمداران سابقی که این کتاب (و مسلماً، به‌طور گسترده‌تر، پروتکل ریمینی) را تأیید می‌کنند به شرح زیر است: اندرو مک‌نامارا، نماینده مجلس کوئینزلند، استرالیا؛ روسکو جی. بارتلت، نماینده کنگره ایالات متحده از حزب جمهوری‌خواه؛ و مایکل میچر، عضو سابق پارلمان بریتانیا از حزب کارگر. کمپبل در این باره اعلام می‌کند: «و سپس… شما افرادی را دارید که من آنها را یاغیان می‌نامم. اینها سیاستمداران ارشدی هستند که اکنون از منصب خود خارج شده‌اند و از سیستم آزاد شده‌اند و می‌توانند حقیقت را بگویند. و برخی از آنها این کار را می‌کنند.»

## برای مطالعهٔ بیشتر
- Campbell, Colin; Laherrère, Jean (March 1998). "The End of Cheap Oil". Scientific American. 278 (3): 78–84. Bibcode:1998SciAm.278c..78C. doi:10.1038/scientificamerican0398-78. ISSN 0036-8733. Archived from the original (PDF) on 3 June 2018. Retrieved 2020-06-12.